# Incontro d'amore
Incontro d'amore (o Incontro d'amore a Bali) è un film del 1970 diretto da Paolo Heusch e Ugo Liberatore.

## Trama
Due amici, Glenn e Carlo, si trovano a Bali intenti a scrivere un libro. Glenn, più debole e caratterialmente fragile, vuole vivere un periodo di pace sull'isola, Carlo invece senza scrupoli né remore si prende gioco di lui. In soccorso di Glenn arriva Daria, la moglie di Carlo, che cerca di lenire le sofferenze dell'amico arrivando ad offrirgli il suo amore. La generosità e il gesto compassionevole si rivelano però inutili e non riescono ad evitare il suicidio dell'uomo.

## Distribuzione
Bali fu distribuito dalla C.I.D.I.F. il 29 dicembre 1970. Originariamente diretto da Ugo Liberatore e uscito con il titolo Incontro d'amore a Bali, fu un flop al botteghino. Nel 1975 dopo una serie di successi commerciali di Laura Antonelli, diventata nel frattempo una delle più popolari sex symbol del cinema italiano, il produttore Alfredo Bini fece uscire una nuova versione del film, con un nuovo montaggio e l'introduzione di nuove scene girate da Paolo Heusch con gli attori Ettore Manni e Ilona Staller. Ridistribuito come Incontro d'amore, il film riscosse un grosso successo, incassando circa 1 miliardo e mezzo di lire.